# Налоксон
Налоксо́н (новолат. Naloxonum) — антагонист опиоидных рецепторов, применяется как антидот при передозировках опиоидов, в первую очередь героина.
По химической структуре налоксон близок к налорфину, при атоме азота он также содержит аллильный радикал и отличается главным образом наличием оксо (=О) заместителя вместо гидроксила (−ОН) в положении 14.
Налоксон входит в перечень жизненно необходимых и важнейших лекарственных препаратов.
Налоксон был получен Мозесом Левенштейном и Джеком Фишманом на основе теоретических работ Харольда Блумберга в Онкологическом институте Слоуна-Кеттеринга в Нью-Йорке, и запатентован ими в 1961 году. В том же году японская фармакологическая компания Санкё запатентовала новое соединение. В 1971 году налоксон был допущен к клиническому использованию в США.

## Фармакология
Фармакологически налоксон отличается тем, что является «чистым» опиоидным антагонистом, лишённым морфиноподобной активности. Действует он по типу конкурентного антагонизма, блокируя связывание агонистов или вытесняя их из опиоидных рецепторов. Наибольшее сродство налоксон имеет к μ-рецепторам и менее к κ- и δ-опиоидным рецепторам. В больших дозах препарат может давать небольшой агонистический эффект, не имеющий, однако, практического значения.

## Применение (теория)

### В диагностике
Введение налоксона страдающим наркоманией вызывает характерный приступ абстиненции, чем иногда пользуются для выявления заболевания.
Применяют налоксон в качестве антагониста «чистых» агонистов обычно в дозе 0,4—0,8 мг. Для снятия явлений интоксикации при применении агонистов-антагонистов (пентазоцина, нальбуфина, бупренорфина, буторфанола) требуются бо́льшие дозы налоксона (до 10—15 мг).
Для диагностики наркомании вводят 0,5 мг налоксона при употреблении «чистых» агонистов и более высокие дозы при употреблении агонистов-антагонистов.

### Купирование интоксикаций

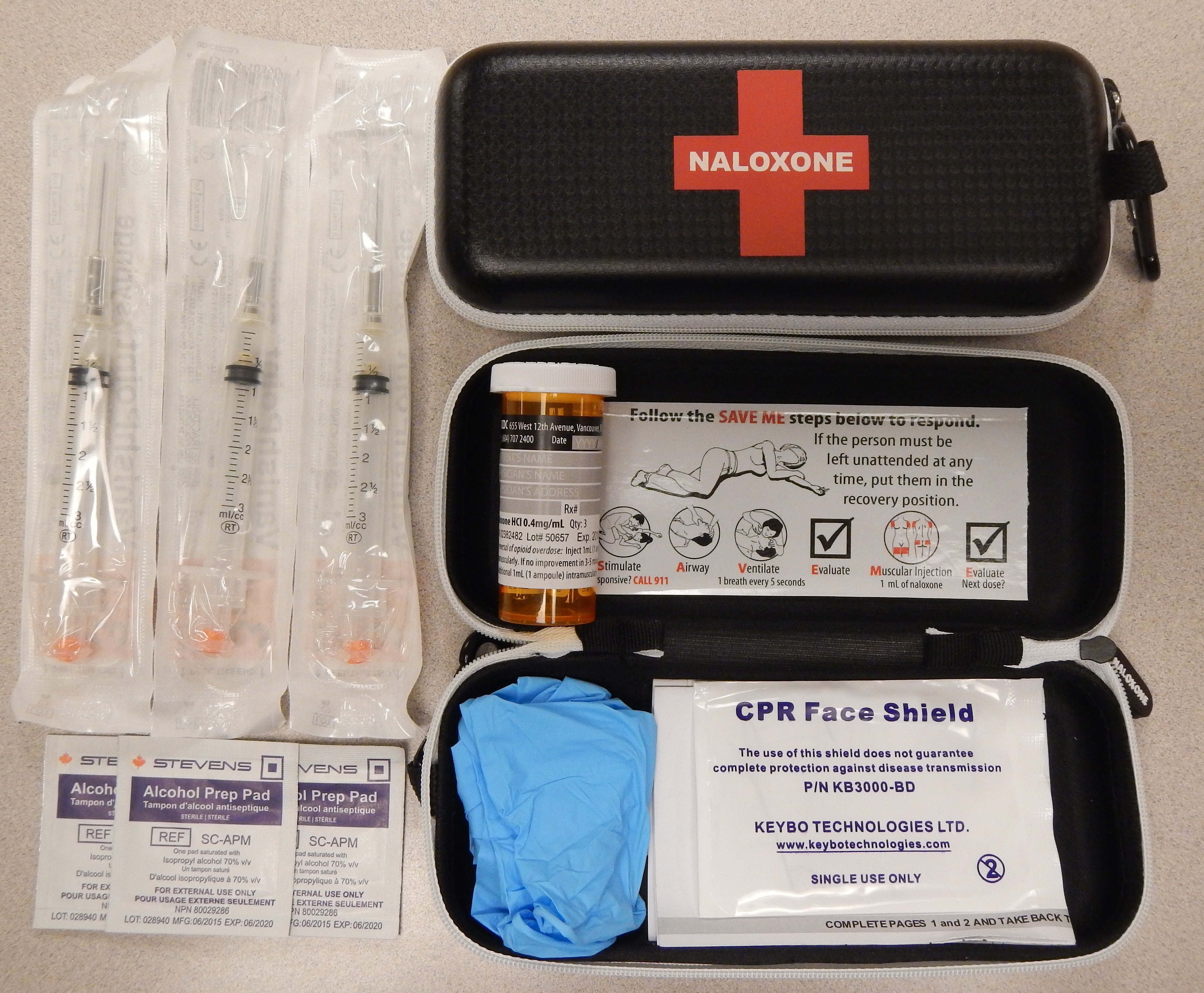
Налоксоновый набор, который раздают в Британской Колумбии, Канада

Применяют налоксон главным образом при острой интоксикации наркотическими анальгетиками, например такими, как героин (так называемой передозировке). Налоксон эффективен и при острой передозировке опиоидами, и при депрессии дыхания или снижении уровня сознания, возникшем вследствие приёма опиоидов.
Он входит в состав наборов для неотложной помощи при передозировке, которые в Канаде, США и других странах раздают людям, зависимым от опиоидов, и работникам служб экстренного реагирования (полиции, пожарным, парамедикам).
Также применяется при передозировке декстрометорфаном и бутиратом.
Вводят налоксон внутримышечно, внутривенно или интраназально; при приёме внутрь малоэффективен, так как быстро метаболизируется в печени. При парентеральном введении действует быстро (через 1—3 мин), но относительно непродолжительно (от 0,5 до 3—4 ч) в зависимости от дозы и способа применения. Возможно, необходимо введение нескольких доз, поскольку продолжительность действия большинства опиоидов больше, чем продолжительность действия налоксона.

### Лечение наркотической зависимости
Кратковременность действия налоксона ограничивает возможность его применения для терапии наркоманий (см. Налтрексон).

### Другое применение
Налоксон эффективен также при алкогольной коме и различных видах шока, что связано, по-видимому, с активацией при шоке и некоторых формах стресса эндогенной опиодной системы, а также со способностью налоксона уменьшать гипотензию. В мета-анализе 2003 года делается заключение, что данные имеющихся клинических исследований не позволяют оценить полезность налоксона в качестве стандартной терапии шока и что для окончательных выводов нужны более качественные испытания.

### Побочные эффекты
Увеличение частоты сердечных сокращений, повышение артериального давления, отёк лёгких.
Резкое прерывание состояния наркотической депрессии, вызванное введением налоксона, может сопровождаться тошнотой, рвотой, усиленным потоотделением, тахикардией, повышением давления, дрожью, судорогами, остановкой сердечной деятельности. Также у пациентов, получавших налоксон для купирования действия опиоидов, может развиваться гипотермия и может резко (в два — три раза) возрастать потребление кислорода и минутная вентиляция лёгких, что приводит к напряжению сердечно-сосудистой системы за счёт увеличения сердечного выброса.
При введении налоксона пациентам с аспирационным синдромом при длительной гипоксии может развиться нежелательный эффект в виде психомоторного возбуждения и отёка лёгких спустя 30—60 минут.

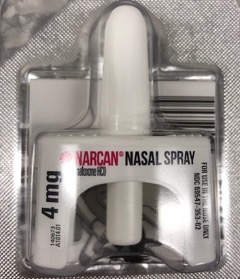
Спрей Narcan

## Практика

### США
Практика общественных организаций в США показывает, что применение налоксона, наряду с изменением отношения к наркозависимым, позволяет существенно снизить смертность от передозировки героина.
В 2023 г. спреи (4 мг и 3 мг налоксона) были одобрены для безрецептурной продажи.